# Hrithik Roshan
Hrithik Roshan (dewanagari: ऋतिक रोशन), właściwie Hrithik Rakesh Nagrath (ur. 10 stycznia 1974 w Bombaju) – bollywoodzki aktor filmowy, kulturysta.
Wywodzi się z hinduskiej rodziny filmowej. Jego rodzicami są aktorka Pinky oraz reżyser i aktor Rakesh Roshan, dziadkiem natomiast kompozytor muzyki filmowej, Roshan.
20 grudnia 2000 ożenił się z muzułmanką Suzanne Khan (sam jest hinduistą), z którą ma dwóch synów: Hrehaana (ur. 28 marca 2006) i Hridhaana (ur. 1 maja 2008). W 2014 doszło do rozwodu
Otrzymał 12 nagród i 8 nominacji do nagród.

## Kariera filmowa
Karierę rozpoczynał bardzo wcześnie, już w wieku sześciu lat zagrał kilka niewielkich ról (m.in. w filmie Aasha), na pierwsze poważniejsze występy przyszło mu jednak poczekać jeszcze dwadzieścia lat – do roku 2000, kiedy to wystąpił w filmie w reżyserii swojego ojca, Kaho Naa... Pyaar Hai. Rola ta przyniosła mu dwie statuetki Filmware Awards (indyjski odpowiednik Oscarów) – w kategoriach Najlepszy Aktor oraz Najlepszy Debiut. Od tego czasu Hrithik Roshan stał się bardziej znany występując m.in. w Czasem słońce, czasem deszcz czy Znalazłem cię (kolejne dwie statuetki Filmware Awards).

## Filmografia
| Rok  | Film                              | Rola                                | Uwagi |
| ---- | --------------------------------- | ----------------------------------- | --- |
| 1980 | Aasha                             | jako dziecko                        | |
| 1980 | Aap Ke Deewane                    | jako dziecko                        | |
| 1986 | Bhagwan Dada                      | Govinda (jako dziecko)              | |
| 2000 | Kaho Naa... Pyaar Hai             | Rohit/Raj Chopra                    | Nagroda IIFA dla Najlepszego Aktora Nagroda IIFA za Najlepszy Debiut Nagroda Filmfare dla Najlepszego Aktora Nagroda Filmfare za Najlepszy Debiut Nagroda Screen Weekly dla Najlepszego Aktora Nagroda Screen Weekly za Najlepszy Debiut                                             |
| 2000 | Fiza                              | Amaan Ikramullah                    | nominacja do Nagrody Filmfare dla Najlepszego Aktora |
| 2000 | Misja w Kaszmirze                 | Altaf Khan                          | |
| 2001 | Wspomnienia                       | Ronit Malhotra                      | |
| 2001 | Czasem słońce, czasem deszcz      | Rohan Raichand                      | nominacja do Nagrody Filmfare dla Najlepszego Aktora Drugoplanowego nominacja do Nagrody Filmfare dla Najlepszego Aktora Drugoplanowego nominacja do Nagrody Screen Weekly dla Najlepszego Aktora Drugoplanowego nominacja do Nagrody Zee Cine dla Najlepszego Aktora Drugoplanowego |
| 2002 | Aap Mujhe Achche Lagne Lage       | Rohit                               | |
| 2002 | Na Tum Jaano Na Hum               | Rahul Sharma                        | |
| 2002 | Czy chcesz być moim przyjacielem? | Raj Malhotra                        | |
| 2003 | Main Prem Ki Diwani Hoon          | Prem Kishen Mathur                  | |
| 2003 | Znalazłem cię                     | Rohit Mehra                         | Nagroda Filmfare dla Najlepszego Aktora Nagroda Filmfare Krytyków dla Najlepszego Aktora & Nagroda Screen Weekly dla Najlepszego Aktora Nagroda Zee Cine dla Najlepszego Aktora |
| 2004 | Lakshya                           | Karan Shergill                      | - nominacja do Nagrody Filmfare dla Najlepszego Aktora nominacja do Nagrody Zee Cine dla Najlepszego Aktora |
| 2006 | Krrish                            | Krishna Mehra / Krrish/ Rohit Mehra | – nominacja do Nagrody Filmfare dla Najlepszego Aktora/ dubbing w tamilskim i telugu pod tym samym tytułem |
| 2006 | Dhoom 2                           | Aryan/Mr. A                         | Nagroda Filmfare dla Najlepszego Aktora dubbing w tamilskim i telugu pod tym samym tytułem |
| 2006 | I See You                         |                                     | gościnnie w piosence Subah Subah |
| 2007 | Om Shanti Om                      | siebie                              | gościnnie |
| 2008 | Księżniczka i cesarz              | Jalaluddin Mohammad Akbar           | |
| 2008 | Krazzy 4                          |                                     | gościnnie |
| 2008 | Luck by Chance                    | Zaffar Khan                         | gościnnie |
| 2010 | Kites                             |                                     | Jay |